# Cvenkel
Cvenkel je priimek v Sloveniji, ki ga je po podatkih Statističnega urada Republike Slovenije na dan 1. januarja 2010 uporabljalo 35 oseb in je med vsemi priimki po pogostosti uporabe uvrščen na 9.436. mesto.

## Znani nosilci priimka
- Anton Cvenkel, sadjar, gospodarstvenik
- Barbara Cvenkel, zdravnica okulistka
- France Cvenkel (1920—2000), novinar in publicist (lovski), urednik
- Marijan Cvenkel (1917—1996), kemik
- Slav(ic)a Cvenkel Alkalaj (1919—2002), šahistka